# Вашо (народ)

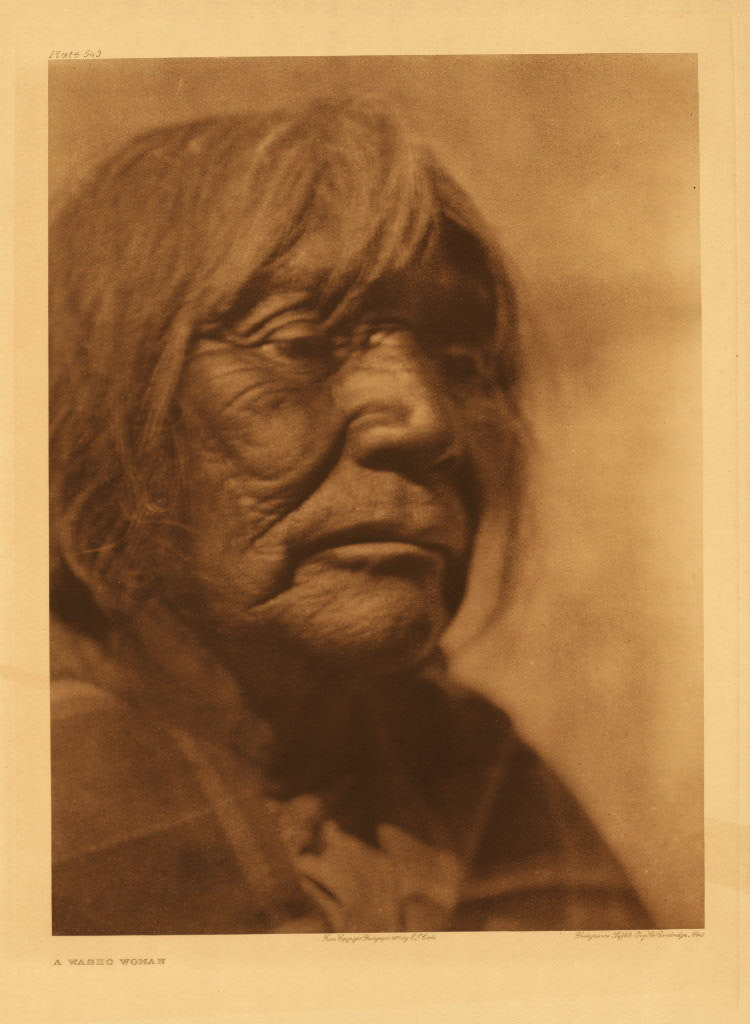
Женщина из племени вашо. Фотограф Эдвард Кёртис

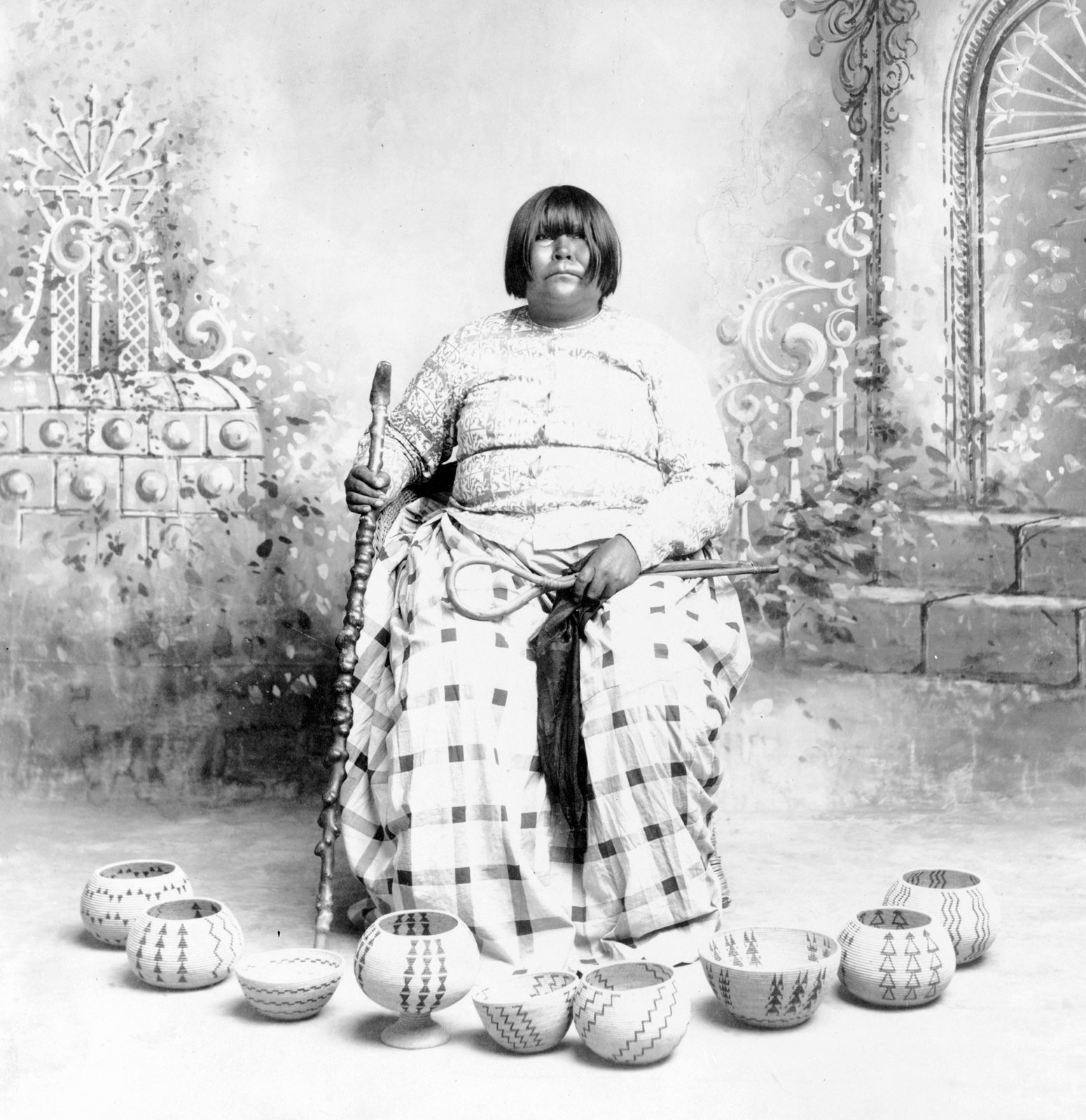
Дат Со Ла Ли, художник-керамист из племени вашо

Вашо, уошо, Washo — племя индейцев в США. К моменту контакта с европейцами племя проживало на побережье озера Тахо и на прилегающих территориях Большого бассейна.
Название племени вашо происходит от их самоназвания waashiw (wa·šiw), означающего «люди отсюда» на языке вашо (в старой колониальной литературе название записывалось как Wa She Shu).

## История
До контакта с европейцами территория племени вашо ограничивалась примерно южным побережьем озера Хони с севера, западным изгибом реки en:Walker River на юге, горами Сьерра-Невада на западе и первой горной цепью за Сьерра-Невада на востоке. Лето племя вашо обычно проводило в горах Сьерра-Невада, осень — в горах на востоке, а зиму и весну — в долинах между ними. Зимой основную часть пищи составляли орехи сосны пиньон, которые собирали осенью. В остальные времена года в пищу шли также коренья, семена, ягоды и дичь.
Вашо сильно отличались по языку и культуре от своих соседей северных пайютов, и нередко воевали с ними. После победы пайютов над вашо последние стали их союзниками, с той оговоркой, что вашо запрещалось разводить лошадей и ездить на них.
Хотя памятники археологической культуры Мартис (en:Martis people) были обнаружены в тех же местах, где сейчас обитают вашо, исследователи полагают, что вашо не имеют отношения к данной культуре.

## Современное положение
Земли на западе Большого бассейна, где изначально проживало племя вашо, подверглись интенсивному заселению европейцами. Потеряв свои охотничьи угодья в долинах, на которых было построено множество ферм, и в Пиньонских лесах, которые стали интенсивно вырубать для заготовки строительных и отопительных материалов для города Вирджиния в штате Невада, индейцы вашо были вынуждены наниматься на работу на фермы и в города. Земли, где они поселились, получили название «индейские колонии», однако не были формально признаны в качестве резерваций. Согласно Закону о реорганизации индейцев 1934 года колонии в долине Карсон в штатах Невада и Калифорния были признаны на федеральном уровне под названием Племя Вашо Невады и Калифорнии. Колония в городе Рино, в населении которой значительную долю составляли также северные пайюты и западные шошоны, была признана отдельно под названием Индейская колония Рино-Спаркс. По некоторым данным, отдельные группы вашо поселились на юго-западе штата Монтана. В целом общая численность обоих племён составляет около 2000 человек.